# Новий (Еврейска автономна област)
Новий (на руски: Новый) е село в Облученски район на Еврейската автономна област в Русия. Влиза в състава на Бираканското градско селище.

## География
Селото се намира близо до левия бряг на река Биджан, в горното ѝ течение. Новий е разположено на северните склонове на Помпеевския хребет.
Автомобилната връзка с административния център на градското селище, Биракан, е по горски пътища. По права линия (на север) разстоянието до Биракан е около 50 км.
На 12 километра северозападно от селото (нагоре по течението на Биджан) се намира село Тьоплие Ключи.